# Wieża Qawra
Wieża Qawra (ang. Qawra Tower, malt. Torri tal-Qawra) – jedna z tzw. wież Lascarisa, wież obserwacyjnych, zbudowana za czasów wielkiego mistrza kawalerów maltańskich Juana de Lascaris-Castellara na wyspie Malta w latach 1637–1640. W 1636 wielki mistrz zakonu rozpoczął budowę pięciu wież obronnych na wybrzeżu Malty, uzupełniających zbudowany w latach 1610–1620 za panowania Alofa de Wignacourta ciąg fortyfikacji zwanych wieżami Wignacourta. Wieże zostały zbudowane między 1637 a 1640. Każda z nich znajduje się w zasięgu wzroku z sąsiednimi. Służyły one jako wieże komunikacyjne pomiędzy Gozo i Wielkim Portem. Oprócz funkcji obserwacyjno-ostrzegawczych przed piratami pełniły funkcje obronne.
Wieża jest usytuowana w północno-zachodniej części Malty na półwyspie Qawra Point. Strzeże wejścia do dwóch zatok, na zachodzie zatoki, w której położona jest miejscowość Saint Paul’s Bay, a na wschodzie zatoki Salina Bay. Została zbudowana w 1638 na planie kwadratu o podstawie około 36 m² i wysokości 11 m. Oryginalnie posiadała dwie kondygnacje, wejście do niej znajdowało się na piętrze i dostępne było tylko za pomocą drabiny. Sklepienie parteru jest kamienne, a pierwszego piętra drewniane. W latach 1715–1716 do wieży dobudowano półokrągłą baterię nadbrzeżną artylerii.
W okresie panowania brytyjskiego, podobnie jak większość wież, była używana przez wojsko brytyjskie. Należała do sieci fortyfikacji obronnych w czasie oblężenia Malty podczas II wojny światowej. Wtedy to baterię wzmocniono i dobudowano dwa stanowiska ogniowe.
Obecnie wieża z baterią znajdują się w rękach prywatnych. Mieści się w nich restauracja, basen oraz pomieszczenia mieszkalne. Jest położona niedaleko Malta National Aquarium. Została wpisana na listę National Inventory of the Cultural Property of the Maltese Islands pod numerem 01379.